# Dendrocincla
A Dendrocincla a madarak (Aves) osztályának verébalakúak (Passeriformes) rendjébe, valamint a fazekasmadár-félék (Furnariidae) családjába és a fahágóformák (Dendrocolaptinae) alcsaládjába tartozó nem.

## Rendszerezésük
A nemet George Robert Gray angol zoológus írta le 1840-ben, jelenleg az alábbi fajok tartoznak ide:
- hegyi harkályrigó (Dendrocincla tyrannina)
- füstös harkályrigó (Dendrocincla fuliginosa)
- Dendrocincla turdina[1] vagy Dendrocincla fuliginosa turdina[2]
- Dendrocincla anabatina
- Dendrocincla merula
- Dendrocincla homochroa

## Megjelenésük
Testhosszuk 19-27 centiméter körüli.

## Életmódjuk
Ízeltlábúakkal táplálkoznak.